# أدولف إرنست كروجر
أدولف إرنست كروجر (بالإنجليزية: Adolph Ernst Kroeger)‏ هو مترجم أمريكي، ولد في 28 ديسمبر 1837، وتوفي في 8 مارس 1882.